# Bothriocera signoreti
Bothriocera signoreti är en insektsart som beskrevs av Stsl 1864. Bothriocera signoreti ingår i släktet Bothriocera och familjen kilstritar. Inga underarter finns listade i Catalogue of Life.